# Send Them Off!
Send Them Off! is een single van de Britse band Bastille, van hun derde album Wild World. De single werd in augustus 2016 als download uitgebracht en in september 2016 als single, met op de B-zijde het nummer The Descent. Het nummer was een kleine hit in België.

## FIFA 17
Het nummer werd gebruikt in de game FIFA 17 als soundtrack. Na Weight Of Living, Pt. II voor FIFA 13 en Hangin' voor FIFA 16 was dit het derde nummer van de band dat werd gebruikt in dit spel.

## Muziekvideo
Op 30 september werd er een muziekvideo op YouTube geplaatst voor dit nummer. Dit duurt 3 minuten en 45 seconden. De hoofdrolspeler in de video is Kristian Villawolf.